# شينجي اوغورا
شينجي اوغورا (باليابانية: 小倉新司؛ بالكانا: おぐら しんじ) هو منافس ألعاب قوى ياباني، ولد في 28 أغسطس 1944.

## وصلات خارجية
- شينجي اوغورا على موقع أوليمبيديا (الإنجليزية)